# Murau
Murau ist eine Stadt in der Obersteiermark im Bundesland Steiermark in Österreich mit 3330 Einwohnern (Stand 1. Jänner 2025). Sie ist Verwaltungssitz des Bezirkes Murau.
Mit 1. Jänner 2015 wurden im Rahmen der Gemeindestrukturreform in der Steiermark die vormals eigenständigen Gemeinden Laßnitz bei Murau, Stolzalpe und Triebendorf eingemeindet.

## Geografie

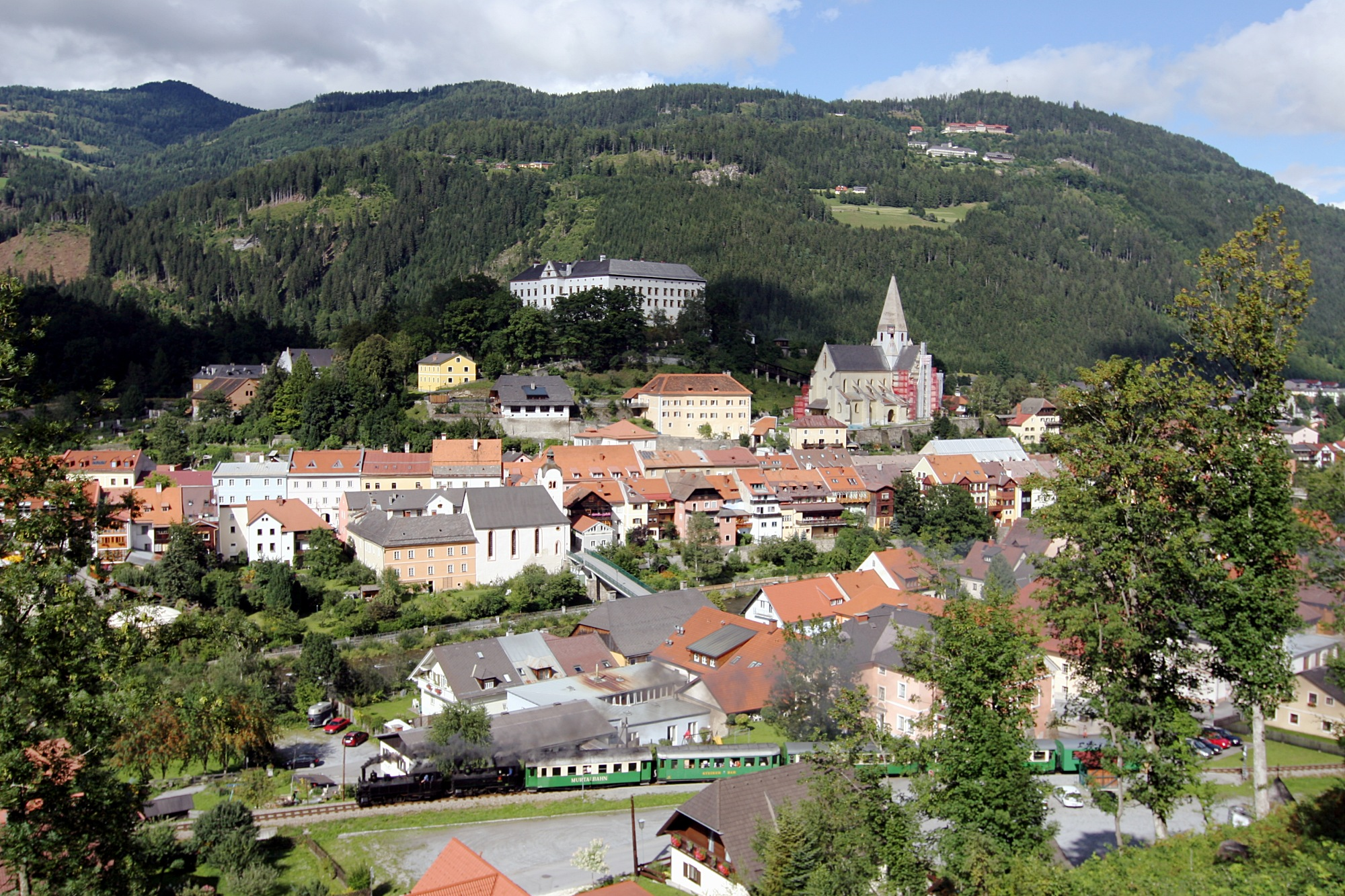
Murau von Südwesten mit der Stolzalpe im Hintergrund

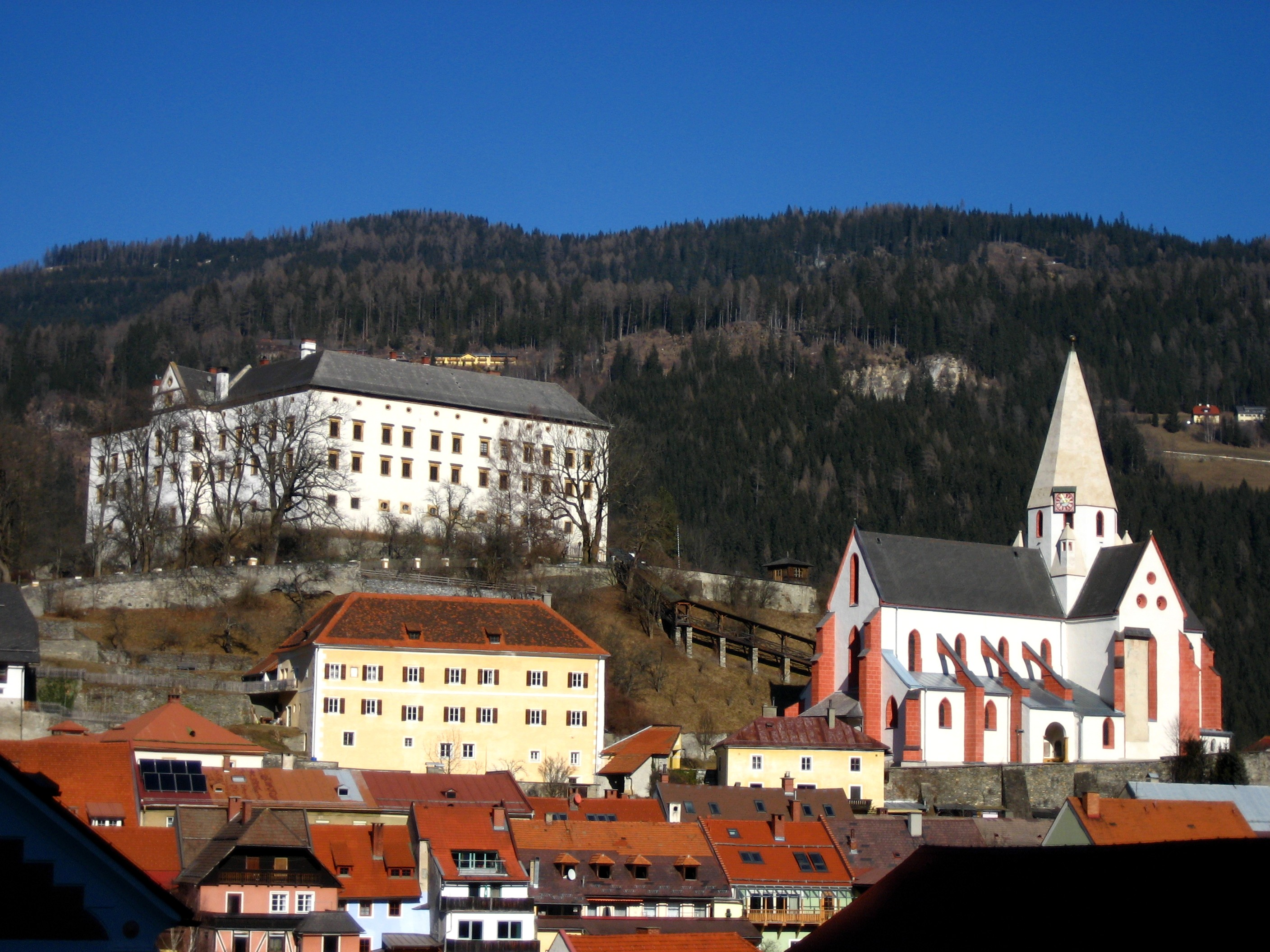
Ortsansicht mit Schloss und Stadtpfarrkirche

### Gemeindegliederung
Das Gemeindegebiet umfasst vier Ortschaften und sechs Katastralgemeinden (Einwohner Stand 1. Jänner 2025; Fläche Stand 31. Dezember 2023):
- Steirisch-Laßnitz (231 Ew.), KG Laßnitz-Lambrecht (1.706,52 ha) und KG Laßnitz-Murau (1.699,01 ha)
- Murau (2032 Ew., 1.074,76 ha)
- Sankt Egidi (340 Ew.), KG Egidi (1.152,22 ha)
- Stolzalpe (438 Ew., 1.185,05 ha)
- Triebendorf (120 Ew., 851,41 ha)

### Nachbargemeinden
| Ranten                       | St. Peter am Kammersberg                    | Teufenbach-Katsch |
| Sankt Georgen am Kreischberg | Kompassrose, die auf Nachbargemeinden zeigt | Sankt Lambrecht   |
|                              | Metnitz (SV)                                | Friesach (SV)     |

## Geschichte
Das Gebiet wurde schon in der Bronze- und Römerzeit besiedelt, erstmals urkundlich erwähnt wurde Murau im Jahr 1250 als Murowe (Bedeutung ‚Aue an der Mur‘), das Stadtrecht wurde im Jahre 1298 verliehen.
Auf Grund antiker Entfernungsangaben aus der (diesbezüglich sehr ungenauen) Tabula Peutingeriana wurde im ausklingenden 18. und dem 19. Jahrhundert angenommen, dass Noreia, die Hauptstadt des keltischen Königreichs Noricum, sich bei Murau befunden haben soll. Gefunden wurde diese, trotz immer wiederkehrender Fundmeldungen, bis heute nicht. Ebenso wurde – des Namens wegen – hier die an der Römerstraße Virunum–Iuvavum gelegene Station Immurium vermutet, die wegen moderner Befunde aber bei Moosham im Lungau gesehen wird.
Das Gebiet von Murau war vom 13. bis ins 15. Jahrhundert das Zentrum des Herrschaftsgebietes der steirischen Adelsfamilie Liechtenstein. Diese Familie war eine eigenständige Familie, die unabhängig von der gleichnamigen Familie Liechtenstein aus Niederösterreich entstanden war. Der Minnesänger Ulrich von Liechtenstein, der auf der Frauenburg bei Unzmarkt lebte, stammt aus der steirischen Familie. Der Name dieser Familie wird von der Burg Liechtenstein östlich von Judenburg abgeleitet. Verwandtschaftsbeziehungen zwischen beiden Familien sind nicht auf gemeinsame Urahnen, sondern auf einzelne Eheschließungen zurückzuführen. Das Herrschaftsgebiet der steirischen Liechtensteiner reichte von Oberkärnten bis nach Niederösterreich (Kreuzstetten).
Das steirische Landgericht der Familie Liechtenstein an der Mur wurde 1256 erstmals in Urkunden erwähnt. Es umfasste das Murtal von der Salzburger Grenze zum Lungau bis nach Teufenbach im Osten. 1574 kaufe Anna Neumann die Herrschaft Murau. 1617 heiratete die 81-jährige Anna Neumann den 31-jährigen Reichsgrafen Georg Ludwig von Schwarzenberg. Seit damals gehört das Schloss den Schwarzenbergs, die bis heute im Schloss ansässig sind.
Während des Zweiten Weltkrieges befand sich in Murau ein Gefangenenlager der deutschen Wehrmacht, in dem gegen Kriegsende hauptsächlich britische Kriegsgefangene interniert waren. In den ersten Maitagen des Jahres 1945 befreiten Widerstandsgruppen diese Gefangenen, um den sowjetischen Truppen bei ihrem Einmarsch vorzugaukeln, dass Murau schon von den Briten besetzt sei. Tatsächlich zogen die Sowjets wieder ab und überließen die Stadt den Briten. Die Stadt lag bis zum Jahre 1955 in der britischen Besatzungszone. Die Idee dazu hatte der lokale Heimwehrführer und Gemeinderat Karl Brunner, der kurz zuvor aus seiner Gefängniszelle in Graz freigelassen worden war.
Die Bezirkshauptmannschaft Murau wurde in den Jahren 1999 bis 2001 von den Architekten Wolfgang Tschapeller / Friedrich W. Schöffauer auf einem zur Mur abfallenden Hang neu errichtet.

## Kultur und Sehenswürdigkeiten
- Schloss Murau: Renaissanceschloss, mit Rittersaal und umfangreichem Kerker; Rittersaal mit Konzertaufführungen; im Besitz des Hauses Schwarzenberg
- Katholische Stadtpfarrkirche Murau hl. Matthäus: 1296 eingeweiht von Bischof von Lavant, Frühgotik, Fresken teilweise gut erhalten, österreichweit einzigartiger, seltener Vierungsturm mit sechs Glocken
- Evangelische Elisabethkirche
- Katholische Pfarrkirche Laßnitz bei Murau hl. Nikolaus
- Annakirche: Die Annakirche ist die Friedhofskirche der Stadt Murau. Sie wurde um 1400 erbaut und besitzt ein Kreuzrippengewölbe, gotischen Flügelaltar und barocken Hochaltar mit Dreifigurengruppe Anna-Maria-Jesus sowie reichlich Fresken und Glasfensterschmuck. Der Bau steht angeblich auf dem Fundort gestohlener Hostien im Spätmittelalter.
- Leonhardikirche: Die Leonhardikirche ist Teil der Burganlage Grünfels in Murau und wurde 1439 erstmals erwähnt. Sie ist im sehr schlanken und hohen spätgotischen Stil erbaut und besitzt kunstvolle Schlusssteine. Westlich davon liegt die Heiligengrabkapelle mit der Kreuzigungsgruppe. Der Burgberg Grünfels mit der Leonhardikirche ist ein kunstvoller Kalvarienberg mit allen Kreuzwegstationen.
- Stadtmauern und Tore sind teilweise erhalten
- Ehemaliger Galgen: Der ehemalige Galgen neben der Straße nach Ranten, bestehend aus drei Steinsäulen und einer Umfassungsmauer
- Murauer Handwerksmuseum, im ehemaligen Kapuzinerkloster, Grazerstraße 19[9]
- Katholische Filialkirche Egidi hl. Ägydius
- Mursteg (Architekt: Meili Peter Architekten und Astrid Staufer mit Bauingenieur Jürg Conzett)

Sehenswürdigkeiten
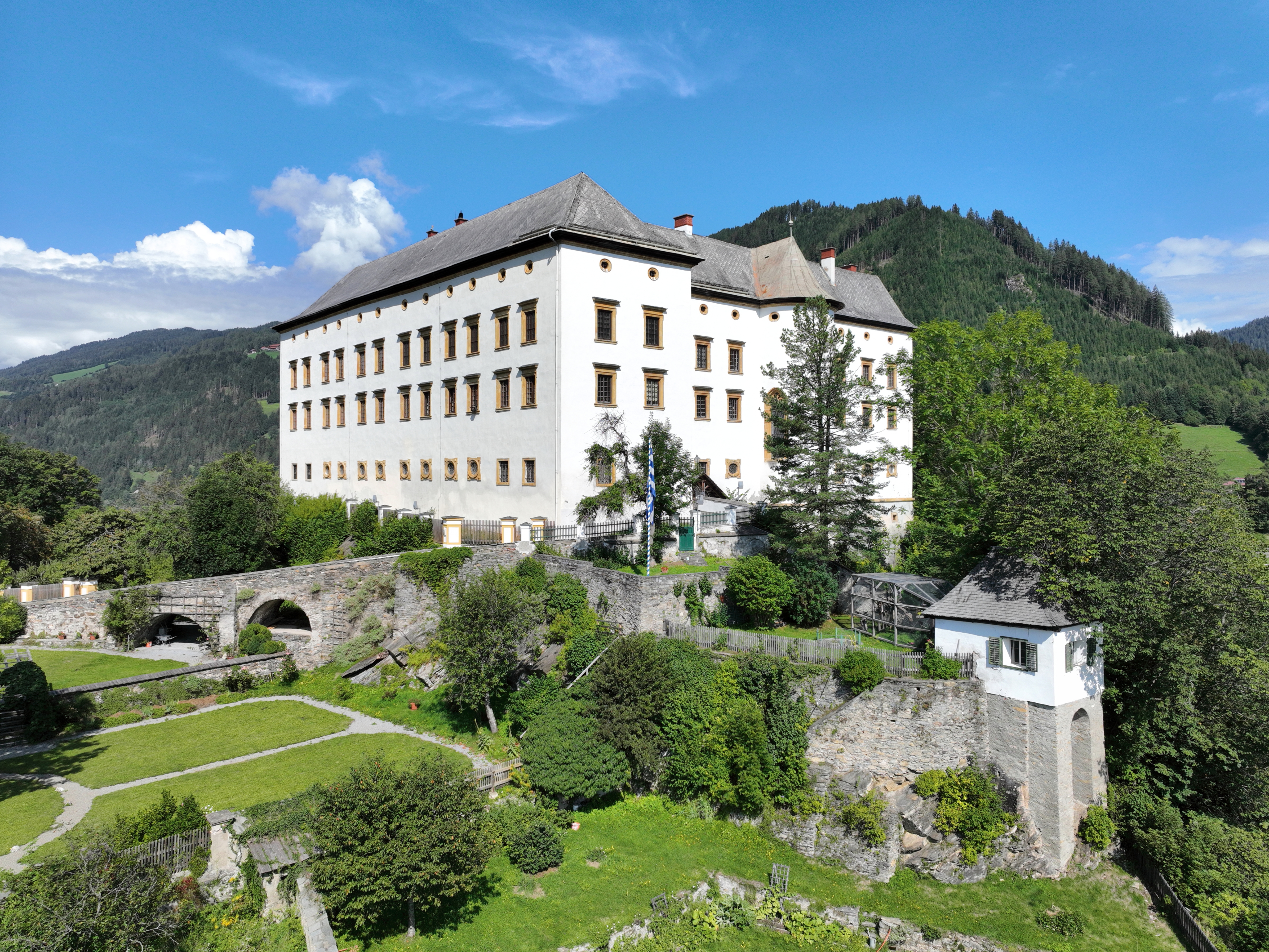
Schloss Obermurau
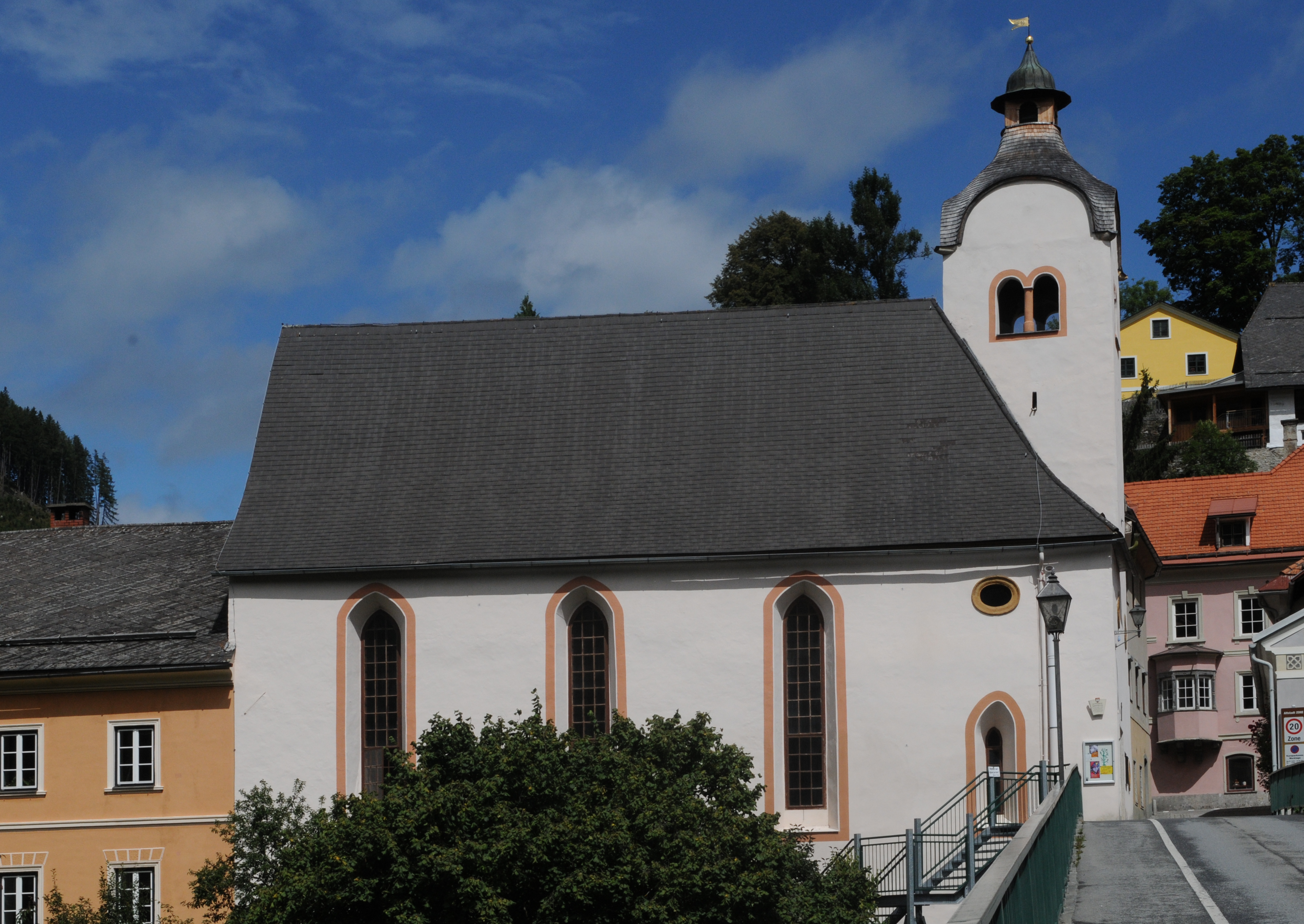
Evangelische Elisabethkirche
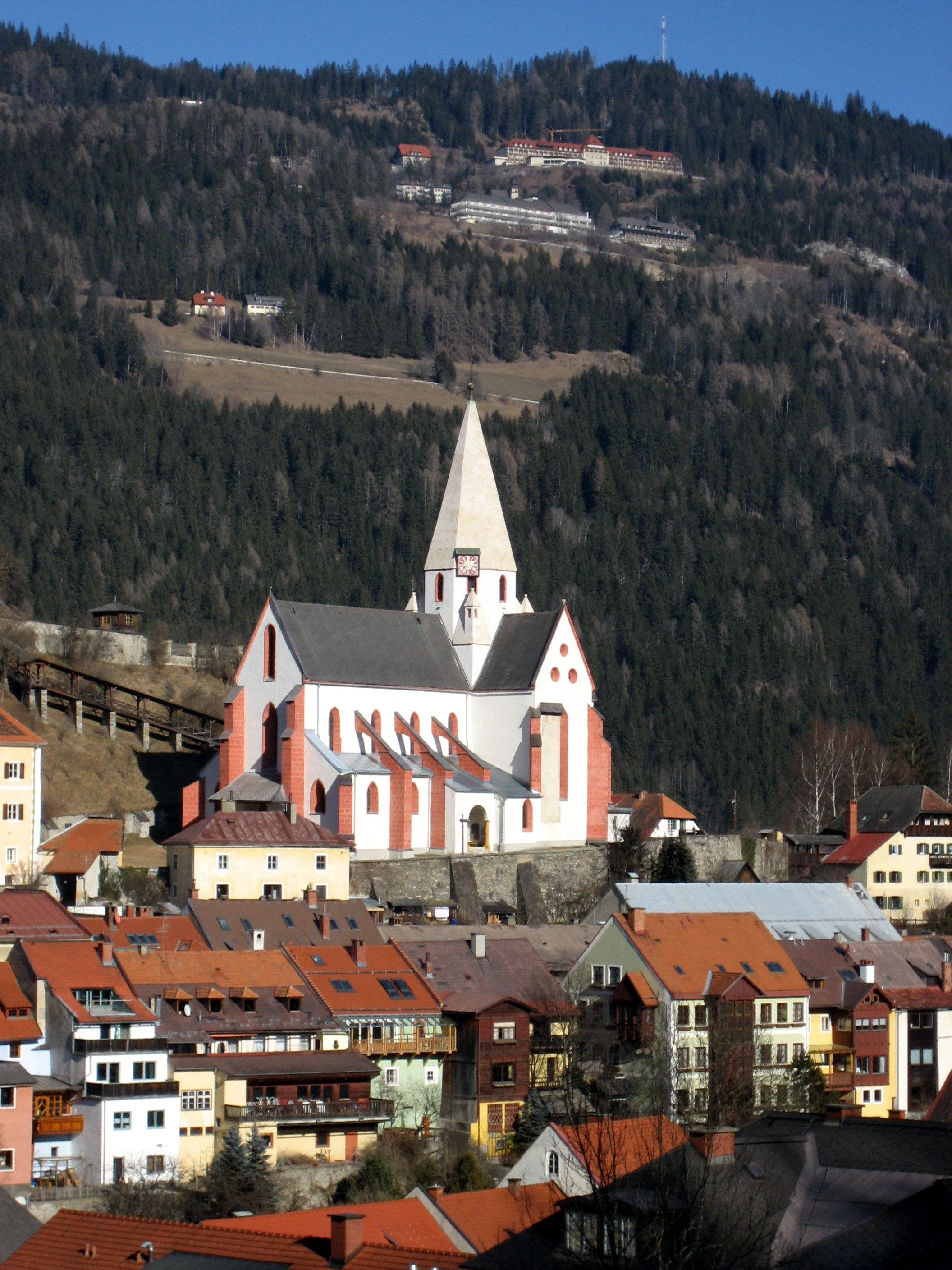
Stadtpfarrkirche Murau
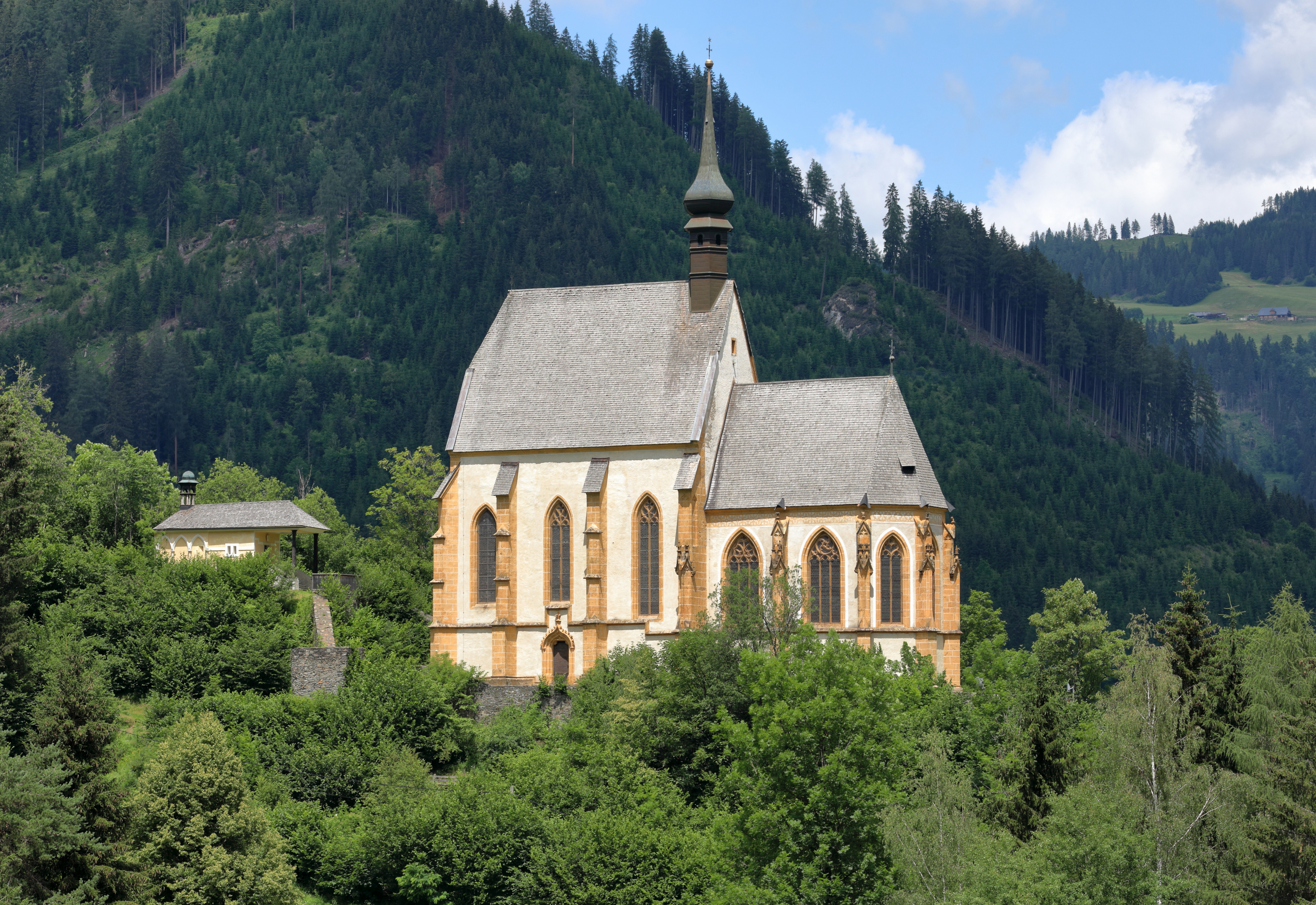
Leonhardikirche

Regelmäßige Veranstaltungen

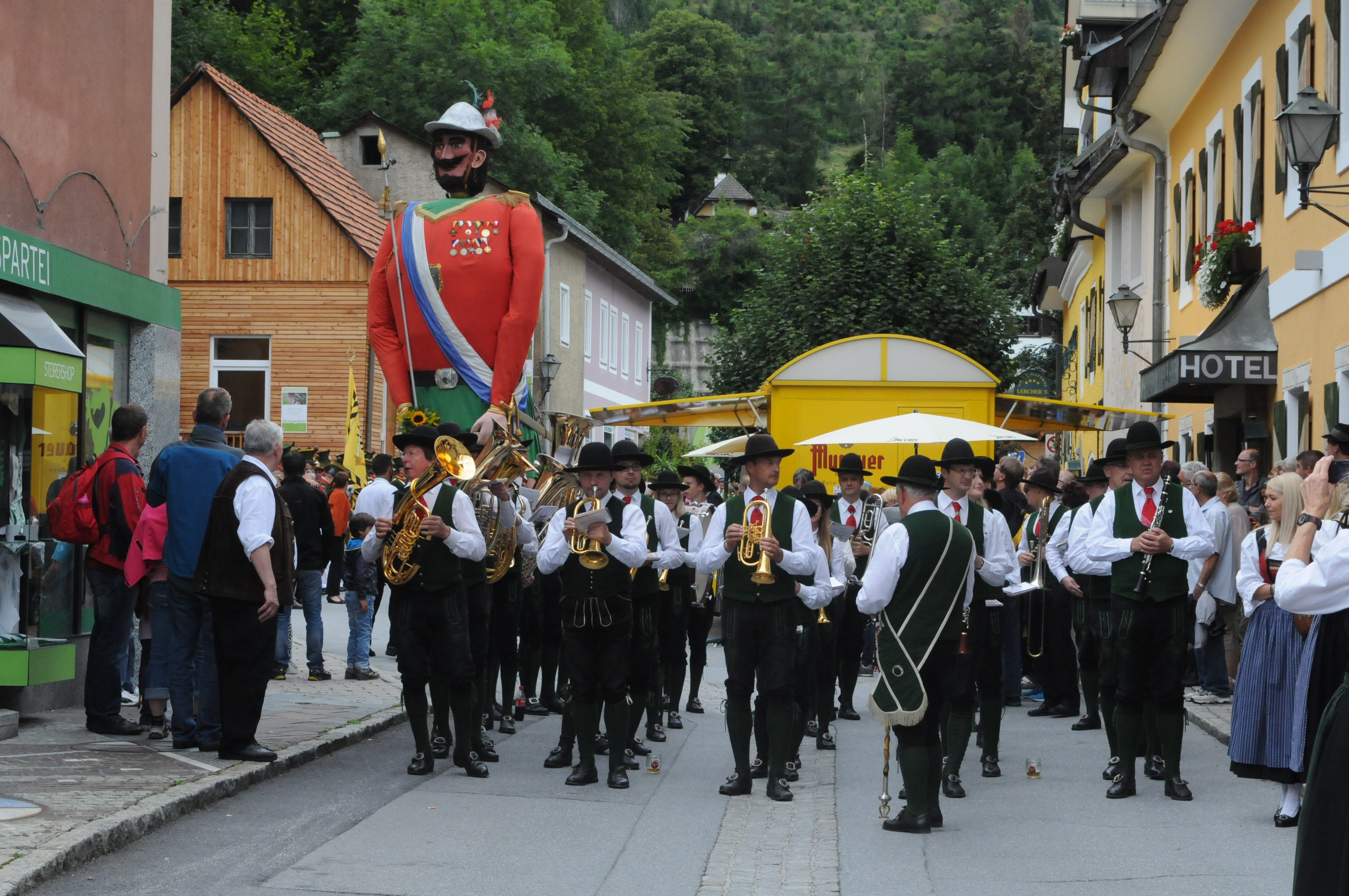
Samsonumzug 2014

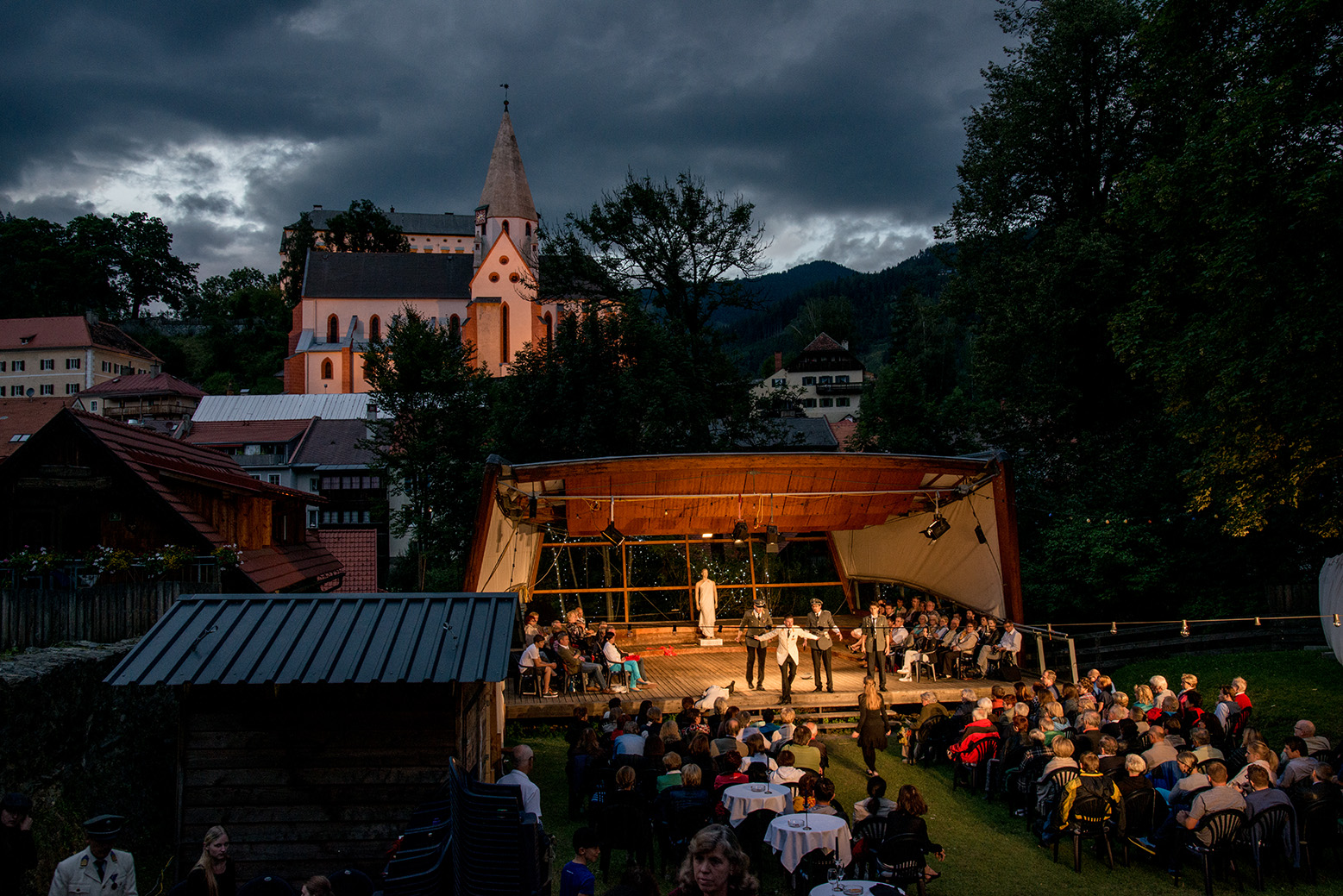
Aufführung von Shakespeare in Styria in Murau (2014)

- Shakespeare in Styria: Die Europäischen Shakespeare-Tage waren ein jährlich stattfindendes kulturelles Ereignis, sie wurden von Nick Allen und Rudolph J. Wojta im Jahr 2002 gegründet. „Artistic Director“ war von 2007 bis 2010 Daniel Winder, der im Londoner Iris Theatre Regie führt. Träger des Festivals ist der Verein Shakespeare in Styria. Junge Schauspieler und Studierende aus ganz Europa erarbeiteten originalsprachliche Shakespeare-Inszenierungen, die bis 2011 im Schlosshof gezeigt wurden. Konzerte und Lesungen im Rittersaal begleiten die Aufführungen. Seit 2013 wurde alljährlich in deutscher Sprache im Domenig-Pavillon des Murauer Stadtparks gespielt. Ab Sommer 2016 fand das Festival eine neue Heimat im Benediktinerstift St. Lambrecht, 14 km von Murau entfernt. In Murau selbst finden seither keine Aufführungen mehr statt.
- Operettenspiele Murau: Die Operettenspiele Murau sind seit 1998 ein fixer Bestandteil des Kulturlebens in Murau.
- Murauer Theaterrunde: Die Murauer Theaterrunde, seit 2023 Stadttheater Murau, inszeniert jährlich zumindest eine Musikproduktion in ihrer Heimatstadt, das Genre Operette steht dabei im Mittelpunkt.
- Samsonumzug am 15. August (Mariä Himmelfahrt)

## Wirtschaft und Infrastruktur
- Murau ist als Büro-, Schul- und Geschäftsstadt das Zentrum des gleichnamigen Bezirks im oberen Murtal. Daneben spielt für die Stadt der Sommer- und Wintertourismus (Schigebiet am Kreischberg) eine bedeutende Rolle. In Murau erzeugt eine Brauerei das Murauer Bier und Erfrischungsgetränke; einige Holzindustriebetriebe verdanken sich dem Waldreichtum der Gegend. Die Murauer Stadtwerke erzeugen Strom aus Wasserkraft und Biomasse.
- Tourismusverband: Die Gemeinde bildet gemeinsam mit Ranten und St. Georgen am Kreischberg den Tourismusverband „Murau-Kreischberg“. Dessen Sitz ist in Murau.[10]
- Kreischberg und Grebenzen sind die am nächsten zur Stadt gelegenen Schigebiete, die Frauenalpe als ehemaliges Schigebiet wird von Tourengehern noch intensiv genutzt.

## Verkehr

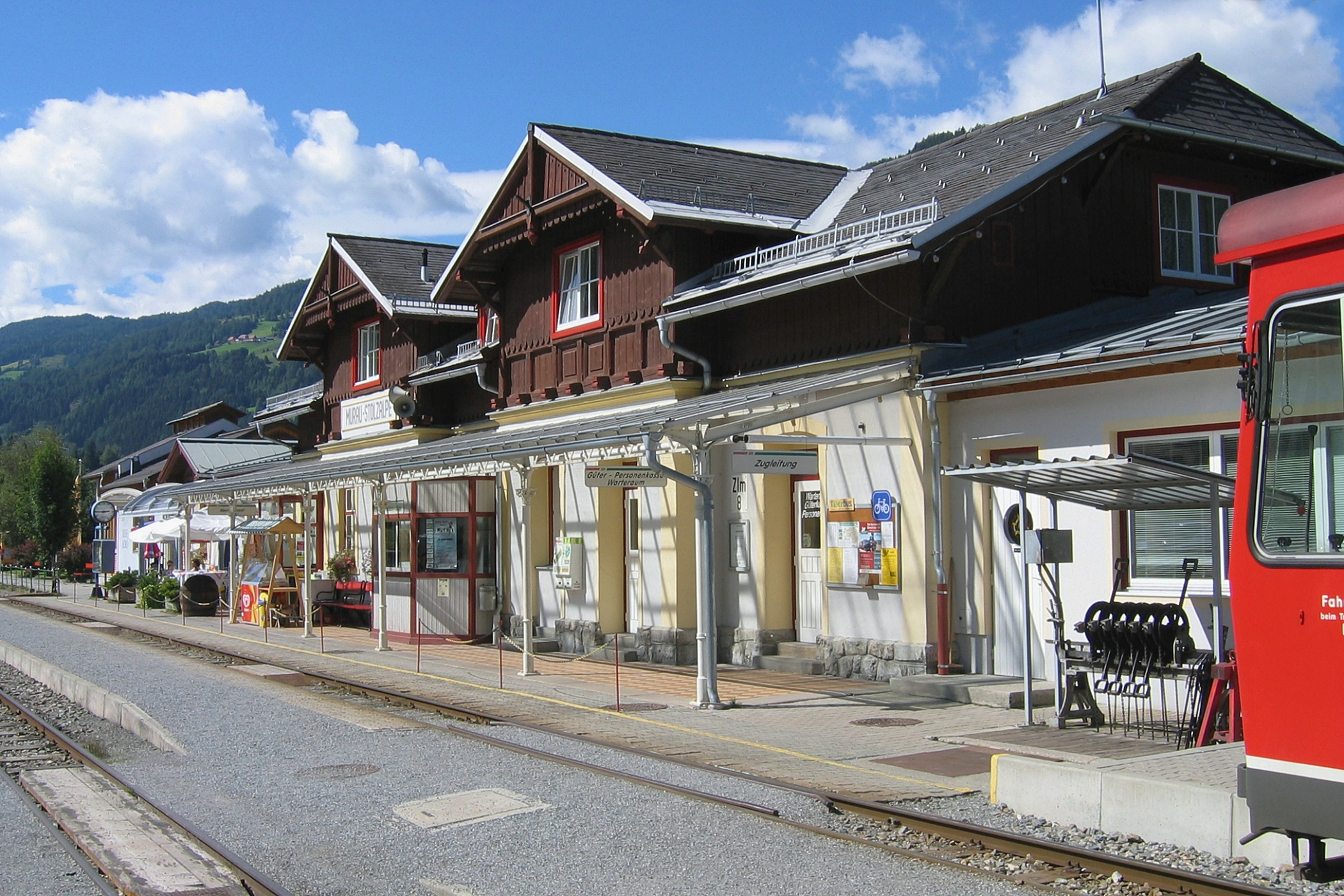
Bahnhof Murau

- Eisenbahn: Murau hat einen Bahnhof und ist das betriebliche Zentrum der Murtalbahn.
- Straßenverkehr: In Murau zweigt die Murauer Straße B 97 nach Predlitz von der Murtal Straße B 96 ab.
- Wanderwege: Durch Murau verlaufen der Salzsteigweg sowie der Steirische Landesrundwanderweg.

## Politik
Der Gemeinderat hat 21 Mitglieder.

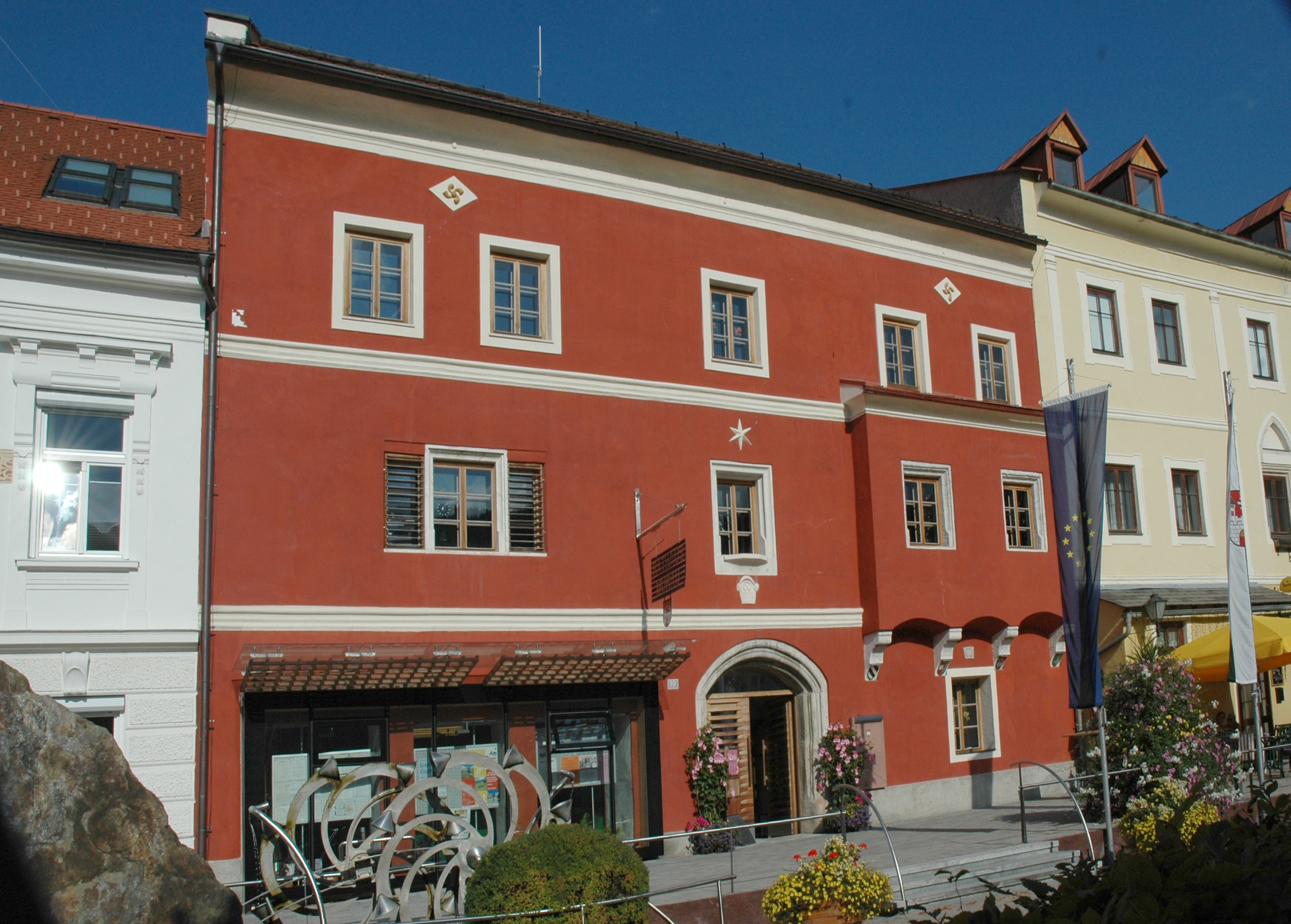
Rathaus Murau

- Mit den Gemeinderatswahlen in der Steiermark 2015 hatte der Gemeinderat folgende Verteilung:

15 ÖVP, 3 SPÖ, 1 Forum für Murau, 1 FPÖ und 1 Grüne.
- Nach den Gemeinderatswahlen in der Steiermark 2020 hatte der Gemeinderat folgende Verteilung:

16 ÖVP, 3 SPÖ und 2 Grüne.
- Nach den Gemeinderatswahlen in der Steiermark 2025 hat der Gemeinderat folgende Verteilung:

11 ÖVP, 5 FPÖ, 4 SPÖ, 1 Grüne.

### Bürgermeister
- bis 2008 Herbert Bacher (ÖVP)
- seit 2008 Thomas Kalcher (ÖVP)

### Wappen
| Wappen von Murau | Blasonierung: „In rotem Schild eine silberne, schwarz ausgefugte gezinnte Stadtmauer mit offenem Tor und aufgezogenem goldenen Fallgitter, dahinter zwei silberne, viereckige Türme mit je doppeltem Rundfenster, schwarzem, silbern ausgefugtem Spitzdach und goldenem Knauf, zwischen denen die Zinnen der rückwärtigen Ringmauer erkennbar sind; gegen die seitlichen Schildränder beiderseits je ein kleinerer Turm ähnlicher Gestaltung, jedoch ohne Rundfenster. Über der rückwärtigen Ringmauer an einer am oberen Schildrand mittig angebrachten silbernen Hängevorrichtung ein am linken Obereck abhängendes silbernes Schildchen mit zwei schwarzen Schrägrechtsbalken.“ |
| Wappen von Murau | Wegen der Gemeindezusammenlegung verlor das Wappen mit 1. Jänner 2015 seine offizielle Gültigkeit. Die Wiederverleihung erfolgte mit Wirkung vom 1. Dezember 2015. |

### Gemeindepartnerschaften
- seit ?  Fagagna in Friaul-Julisch Venetien, Italien

## Persönlichkeiten

### Ehrenbürger
- 1852: Ferdinand von Scherer, Bezirksarzt und Ratsherr
- 1852: Georg Lenk, Bezirkshauptmann
- 1894: Karl Wurmb (1850–1907), Erbauer der Murtalbahn
- 1924: Carl Gasteiger, Bürgermeister von Murau 1907–1910, 1913–1919
- 1930: Wilhelm Klonfero, Baumeister
- 1933: Bernhard Fest (1865–1936), Bezirkstierarzt
- 1933: Johann Pauli, Dechant, Stadtpfarrer von Murau 1912–1939
- 1933: Hans Richter, Vizebürgermeister
- 1937: Jakob Kitzmüller, Bürgermeister von Murau 1924–1937
- 1937: Matthias Schwaiger, Leiter des städtischen Versorgungsheimes
- 1947: Konrad Schuchnigg, Vizebürgermeister
- 1955: Friedrich Pechmann, Bürgermeister von Murau 1937–1938, 1945–1946, 1947–1955
- 1960: Karl Brunner (1889–1964), Politiker der ÖVP, Abgeordneter zum Nationalrat 1945–1953, Landesrat 1953–1961, Präsident des Steiermärkischen Landtages 1961–1964
- 1960: Heinrich Schwarzenberg, Schlossherr von Obermurau
- 1963: Josef Krainer (1903–1971), Landeshauptmann der Steiermark 1948–1971
- 1967: Ernst Gasteiger (1901–1970), Apotheker
- 1975: Anton Schwaiger, Bürgermeister von Murau 1955–1973
- 1975: Franz Wegart (1918–2009), Landesrat
- 1975: Anton Peltzmann (1920–2000), Landesrat
- 1978: Karel Schwarzenberg (1937–2023), tschechisch-schweizerischer Politiker, tschechischer Außenminister, Schlossherr von Obermurau (nach Gemeinderatsbeschluss vom 19. April 1978)[14]
- 1978: Friedrich Niederl (1920–2012), Landeshauptmann der Steiermark 1971–1980
- 1983: Josef Krainer (1930–2016), Landeshauptmann der Steiermark 1980–1996
- 1989: Ehrenfried Illitsch (1925–2021), Bürgermeister von Murau 1973–1990[15]
- 2003: Alfred Kalcher (1936–2017), Bürgermeister von Murau 1990–2003

### Söhne und Töchter von Murau
- Mathias Edlinger († 1645), Steinmetz und Bildhauer in Wiener Neustadt und im Kaisersteinbruch am Leithaberg
- Johann Baptist von Winklern (1768–1841), Theologe und Historiker
- Johann Gualbert Raffalt (1836–1865), Maler
- Anton Steyrer (1873–1943), Internist und Hochschullehrer
- Fritz Haas (1890–1968), Kraftwerkbauer
- Hugo Gasteiger (1899–1978), Ophthalmologe in Dresden und Berlin
- Artur Hartlieb-Wallthor (1927–2020), Unternehmer
- Willi Egger (1932–2008), Skispringer, Nordischer Kombinierer
- Hans Scherz (1937–2019), Autor, Ernährungsberater und Gesundheitstrainer
- Peter Schnedlitz (* 1954), emeritierter Universitätsprofessor
- Brunner & Brunner Karl (* 1955) und Johann (* 1958), Schlager-Duo
- Michaela Rösler (* 1961), Politikerin (SPÖ)
- Manuela Khom (* 1963), Politikerin (ÖVP), Landeshauptmann-Stellvertreterin
- Klaus Ofner (* 1968), Nordischer Kombinierer
- Gottfried Hubmann (* 1969), Musiker und Musikpädagoge

### Mit Murau verbundene Persönlichkeiten
- Ulrich von Liechtenstein (um 1200–1275), Minnesänger und Dichter
- Anna Neumann von Wasserleonburg (1535–1623), Herrin von Murau (Protagonistin eines Romanes von Maria Steurer)
- Ignaz Raffalt (1800–1857), Maler des Biedermeiers
- Nicholas Allen (* 1947), Regisseur und Gründer von Shakespeare in Styria
- Christoph Sumann (* 1976), Biathlon-Sportler
- Martin Fritz (* 1994), Nordischer Kombinierer